# Марущенко Олександр Володимирович
Олександр Володимирович Марущенко (нар. 27 травня 1960) — український історик, історіограф, дослідник історіографії Другої світової війни. Заслужений працівник освіти України. Член Національної спілки краєзнавців України

## Біографія
Народився 27 травня 1960 року в місті Мукачево. В 1982 році закінчив історичний факультет Прикарпатського університету. В 1990 році захистив кандидатську дисертацію. З 1992 до 1999 року заступник декана факультету історії ПНУ імені Василя Стефаника. З 1999 до 2002 навчався в докторантурі Київського національного університету. З 2005 до 2021 року був завідувачем кафедри історіографії та джерелознавства Прикарпатського національного університету ім. В. Стефаника. В 2020-му році нагороджений відзнакою Заслуженого працівника освіти. З 2021 року працює на кафедрі всесвітньої історії.

## Нагороди
- Відмінник народної освіти
- Заслужений працівник освіти України